# El Campo Petrolero Mecoacán
El Campo Petrolero Mecoacán es una ranchería del municipio de Jalpa de Méndez ubicado en la subregión centro del estado mexicano de Tabasco.

## Geografía
La localidad de El Campo Petrolero Mecoacán se sitúa en las coordenadas geográficas 18°19′43″N 93°05′02″O / 18.328611, -93.083889, a una elevación de 1 metro sobre el nivel del mar.

## Demografía
Según el Conteo de Población y Vivienda 2020, efectuado por el Instituto Nacional de Estadística y Geografía, la localidad de El Campo Petrolero Mecoacán tiene 479 habitantes, de los cuales 237 son del sexo masculino y 242 del sexo femenino. Su tasa de fecundidad es de 2.69 hijos por mujer y tiene 134 viviendas particulares habitadas.
| Gráfica de evolución demográfica de El Campo Petrolero Mecoacán entre 1970 y 2020 |
|                                                                                   |
| INEGI.                                                                            |